# Ježek Sonic
Ježek Sonic (japonsky ソニック・ザ・ヘッジホッグ, Sonikku za Hejjihoggu / Sonic the Hedgehog) je hlavní postava videoher ze série her vydané firmou Sega a také mnoha komiksů, animovaných seriálů a knih. První hra byla vydána roku 1991 na objednávku firmy Sega. Sonic se stal rivalem Super Maria, nejvýznamnější postavy konkurenční firmy Nintendo. Dosud se ho prodalo již přes 44 miliónů kopií jeho her. Designér Naoto Ohshima a programátor Yuji Naka se díky postavě modrého ježka proslavili.
Postavě Ježka Sonica je 32 let a je výrazně menší a lehčí než dospělý člověk. Měří asi 100 cm a váží 35 kilogramů. Narozeniny má 23. června, v den vydání 1. originální hry. Schopnost postavy vyvinout rychlost vyšší než rychlost zvuku je významnou vlastností využívanou v herních sériích.
Jeho úhlavním nepřítelem je Eggman.
Dokonce vznikl i film Ježek Sonic a o 2 roky později vzniklo pokračování s názvem Ježek Sonic 2 a v roce 2024 film Ježek Sonic 3.
Doctor Robotnik Gerald (Eggmanův dědeček) také vytvořil jeho dvojníka, černočerveného ježka jménem Shadow.

## Popis

### Vzhled
Sonicův věk, jeho výška, váha a jiné fyzické i psychické vlastnosti jsou odvislé od toho, kde se objeví a jak je namalován. Ve videohrách se objevuje Sonicův originální vzhled od Naota Ohshimy. Většinou je Sonic poměrně malý, vypadá spíš jako dítě s krátkými bodlinami na zádech a týlu hlavy, nemá žádné viditelné duhovky. Obrázek s těmito rysy od Akiry Watanabeho je uveden v balíčku kreseb pro ježka Sonica a následující Sonic videohry inspirované podobnými designy. Počínaje epizodou Sonic Adventure v roce 1998 byla Sonicova postava upravena na štíhlejší, s delšíma nohama a méně tlustým tělem, čímž se již víceméně podobá teenagerovi. Jeho bodliny byly prodlouženy a zahnuté více dolů, byla přidána i zelená barva duhovek. Další změny byly provedeny v roce 2006. Jeho kobaltově modře zbarvená pigmentace nebyla nikdy vysvětlena. Původní příběh zajistil reklamní komiks pro originální hru v Disney Adventures, Garfield Magazine a jiné dětské časopisy, který byl později přepracován na knihu o postavě Sonica vydané ve Velké Británii. Toto vysvětlení, podle kterého tlaková vlna Sonica, když prvně běžel v supersonické rychlosti, přeměnila na modrého a lehce mu zahnula bodliny. Později se stal klasickým vzorem pro různé britské publikace. Sonic je schopen transformovat se z modrého na žlutého/zlatého ježka, jak můžeme vidět od roku 1992.

### Osobnost
Sonic rád relaxuje, ale nikdy neodpočívá, pokud jde o bezpráví. Je extrémně benevolentní, a pro ostatní je ochoten riskovat i svůj vlastní život. Sonic většinou není skromný, pokud jde o jeho schopnosti. Ve skutečnosti je často zobrazován jako narcistický a uzavřený. Britský komiks Sonic the Comic a jiní jej zobrazují jako panovačného, arogantního a paličatého, avšak se silným smyslem pro humor. Sonicovo postavení je často terčem krutých vtípků.
Sonica velmi zajímá rocková hudba, v seriálu Sonic Underground účinkuje i ve své vlastní skupině. Některé oficiální popisné obrázky uvádí jako jeho osobní hobby roli DJe. V epizodě Sonic Rush pro Nintendo DS si Sonic užívá breakdance, což je v podstatě jeho primární cesta k naplnění svého Rush-metru. Rovněž jeho bojové pohyby v Sonic Battles jsou založeny na breakdance.